# Heinrich Beitzke

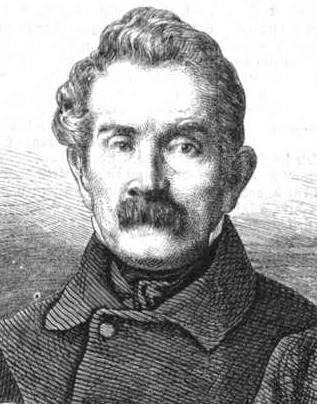

Heinrich Ludwig Beitzke, född 15 februari 1798 i Muttrin, död 10 maj 1867 i Köslin, var en tysk historiker.
Beitzke deltog såsom frivillig i kriget mot Frankrike 1815, blev 1818 sekundlöjtnant och var från 1828 till 1836 lärare i geografi vid divisionsskolan i Stargard i Pommern. På grund av sjukdom tvingades han 1845 ta avsked (med majors grad). Från 1862 var han ledamot av deputeradekammaren i den preussiska representationen och hade såsom sådan sin plats i framstegspartiet samt tog verksam del i förhandlingarna, särskilt rörande militärfrågan. Hans förnämsta arbete är Geschichte der deutschen Freiheitskriege 1813 und 1814 (1855, tredje upplagan 1863–64).